# Stefan Kaczmarz
Stefan Kaczmarz, né en 1895 à Lviv, Galicie, Autriche-Hongrie (désormais en Ukraine) et mort en 1939, est un mathématicien polonais.